# Сибирский сельсовет (Новосибирская область)
Сибирский сельсовет — сельское поселение в Купинском районе Новосибирской области Российской Федерации.
Административный центр — посёлок Сибирский.

## История
Статус и границы сельского поселения установлены Законом Новосибирской области от 2 июня 2004 года № 200-ОЗ «О статусе и границах муниципальных образований Новосибирской области»

## Население
| 2002 | 2010 | 2012 | 2013 | 2014 | 2015 | 2016 |
| ---- | ---- | ---- | ---- | ---- | ---- | ---- |
| 962  | ↘584 | ↘564 | ↘549 | ↘525 | ↘523 | ↘505 |
| 2017 | 2018 | 2019 | 2020 | 2021 |      |      |
| ↘488 | ↘482 | ↘468 | ↘462 | ↘442 |      |      |

## Состав сельского поселения
| № | Населённый пункт | Тип населённого пункта          | Население |
| - | ---------------- | ------------------------------- | --------- |
| 1 | Алексеевка       | деревня                         | ↘84       |
| 2 | Куликовка        | деревня                         | ↘116      |
| 3 | Сибирский        | посёлок, административный центр | ↘384      |

### Упразднённые населённые пункты
- Молоки — упразднённая в 1977 году деревня[14].
- Хутор № 3 — упразднённый в 1977 году.
- Хутор № 16 — упразднённый в 1978  году.